# Estrató III
Estrató III Sòter Filopàtor (Strato II Soter Philopator, el Salvador que estima al seu pare) fou un rei indogrec del Panjab oriental. Era probablement net d'Estrató II que va governar vers 25 aC a 10 dC segons Osmund Bopearachchi, mentre que Robert C. Senior pensa que va governar vers 25 a 1 aC. Va ser associat al tron pel seu avi que sembla que era ja un home gran segons apareix a les seves monedes. Si va associar al seu net cal pensar que el fill havia premort o era incapaç, no obstant la llegenda grega clarament determina que els dos reis foren pare i fill, i Robert Senior rebutja la lectura de "nét" a la llegenda kharosthi d'una moneda conjunta d'Estrató II i Estrató III (a la imatge) i considera que s'hauria de llegir "fill".

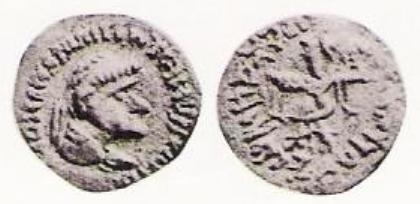
Moneda de Estrató II i Estrató III.
devant: Probable bust del rei, llegenda grega: BASILEU SOTIROS STRATONOS KAI PHILOPAPTOR STRATONOS "Rei Estrató el Salvador i Estrató Filopàtor".
Revers: Atenea portant el rellamp. Llegenda kharoshthi: MAHARAJASA TRATARASA STRATASA, POTRASA CASA PRIYAPITA STRATASA "Rei Estrató el Salvador i el seu net Estrató Filopàtor.

Estrató II i III van governar al Panjab oriental amb capital probablement a Sagala (modern Sialkot, o a Bucefàlia (Plutarc, pàg. 48 n. 5). El seu territori fou envaït pel rei indoescita de Mathura, Rajuvula, que va conquerir el territori i així van ser els darrers reis indogrecs. Apareix en diverses monedes conjuntament amb el seu pare o avi i també va emetre monedes pròpies sol, sent impossible saber si cap al final del regnat Estrató II va morir i va quedar només Estrató III. Hi ha unes monedes de plata amb diferents motius i la inscripció Strato Soter Dikaios podrien pertànyer a Estrato III com a governant en solitari però també a un quart rei de nom Estrató (en aquest cas Estrató IV).